# South Elgin, Illinois
South Elgin är en ort (village) i Kane County, i delstaten Illinois, USA. Enligt United States Census Bureau har orten en folkmängd på 22 198 invånare (2011) och en landarea på 18,1 km².